# Hexarthra oxyuris
Hexarthra oxyuris is een raderdiertjessoort uit de familie Hexarthridae. De wetenschappelijke naam van deze soort is voor het eerst geldig gepubliceerd in 1903 door Zernov.